# Exechohypopion corrigiolatum
Exechohypopion corrigiolatum är en tvåvingeart som först beskrevs av Camillo Rondani 1863.  Exechohypopion corrigiolatum ingår i släktet Exechohypopion och familjen svävflugor. Inga underarter finns listade i Catalogue of Life.